# علم مواجهه
علم مواجهه (به انگلیسی: Exposure science) مطالعه مواجهه و برخورد ارگانیسم‌های زنده (عمدتاً انسان) با عوامل شیمیایی، فیزیکی و بیولوژیکی و دیگر مخاطرات بهداشتی شامل نوع مواجهه، مکانیسم و دینامیک مواجهه و روشهای پیشگیری از مواجهه می‌باشد.